# بندقية لفائف

رسم مبسط لبندقية جاوس تتكون من ثلاث لفائف، سبطانة، وقذيفة مغناطيسية حديدية.

بندقية اللفائف أو بندقية جاوس (بالإنجليزية: Coilgun أو Gauss rifle) هي مسترجِم يتكون من ملف أو أكثر يعمل كمغناطيس كهربي في تكوين محرك خطي لتسريع قذيفة مولِدة أو مغناطيسية حديدية إلي سرعات عالية. لا تعتبر بندقية اللفائف بندقية حقيقية لكون سبطانتها ملساء. الاسم «جاوس» هو إشارة إلي كارل فريدريش جاوس الذي صاغ التفاسير الرياضية للتأثير المغناطيسي المستخدم من قبل مدافع التسريع المغناطيسي.
عادةً ما تتكون بنادق اللفائف من ملف أو أكثر مرتب علي طول سبطانة، كي يقع مسار القذيفة المتسارعة علي طول المحور المركزي للفائف. تُشَّغل وتُقطَّع اللفائف في تسلسل دقيق مؤدية إلي تسريع القذيفة في وقت قليل داخل السبطانة عبر القوي المغناطيسية. تختلف بنادق اللفائف عن الريلغان في أن اتجاه التسارع في الريلغان يكون في زوايا قائمة علي المحور المركزي للحلقة المكونة عبر القُطبان المولِدة. كما أن الريلغان عادةً ما تتطلب استخدام الالتماس الانزلاقي لتمرير تيار كبير عبر القذيفة بينما لا تتطلب بنادق اللفائف التماس انزلاقي.

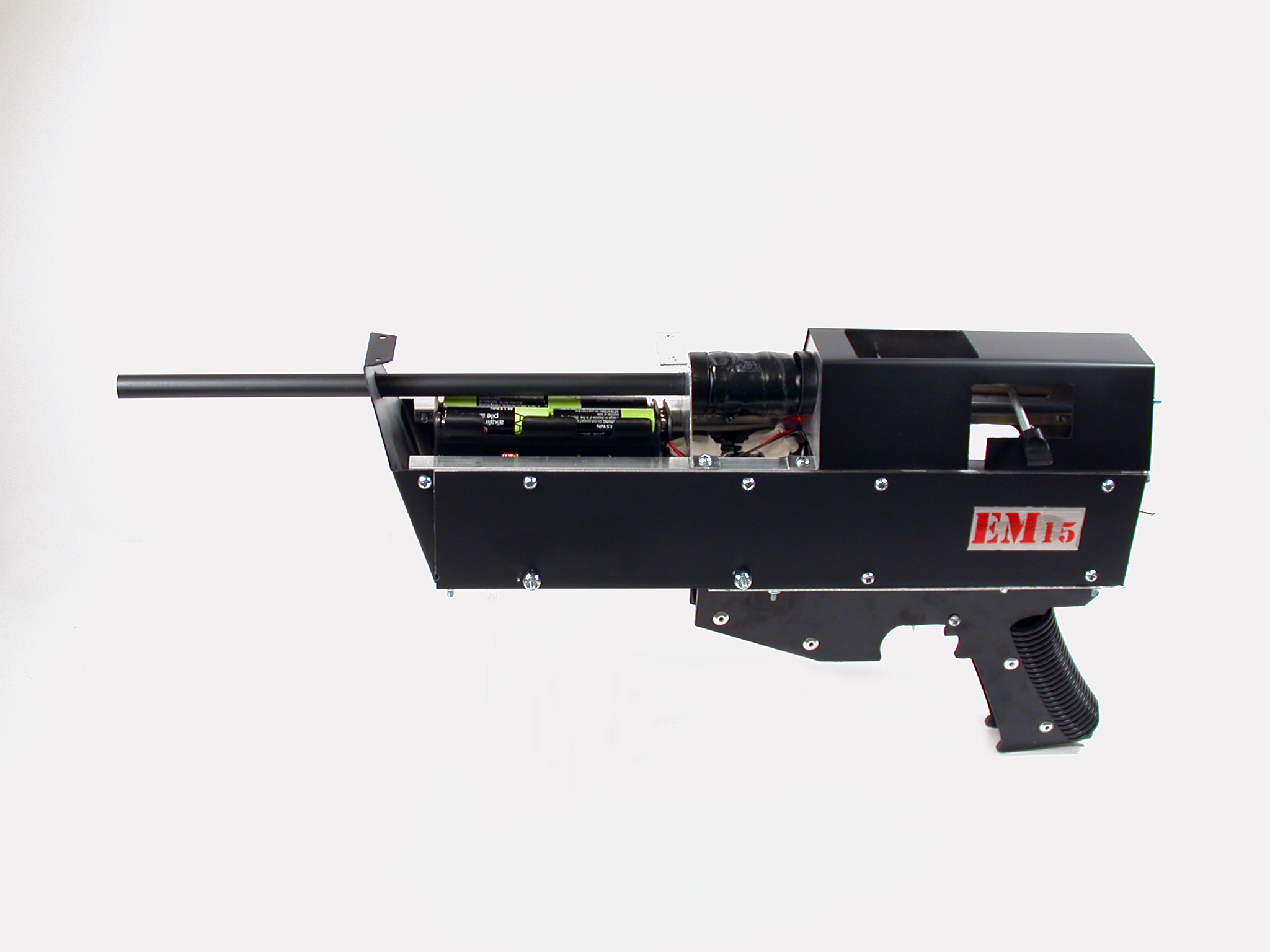
بندقية لفائف أحادية الملف.

## تاريخ
كانت بندقية اللفائف أول بندقية كهرومغناطيسية اختُرِعَت، وأول من اخترعها كان العالم النرويجي كريستيان بيركلاند في جامعة أوسلو (كريستيانا سابقًا). سُجِلَ الاختراع رسميًا في 1904، بالرغم من بدء تطويره في 1845. حسب تفسيراته، قام بيركلاند بتسريع قذيقة ذات وزن 500 جرام إلي سرعة 50 متر/ث (180 كم/س).